# قيكيقتالوك
قالب:مصدل مصطلح

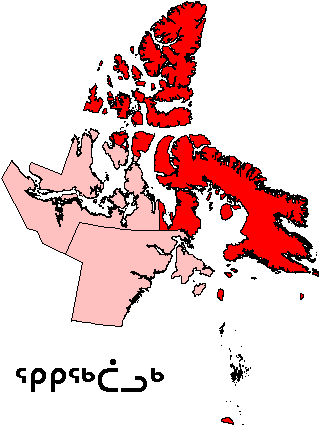
منطقة كيكيڨتالوك موضحة بالون الأحمر

منطقة كيكيڨتالوك (بالإنجليزية: Qikiqtaaluk Region)‏ أو «منطقة بافين» منطقة إدارية في نونافوت، كندا. كيكيقتالوك هو اسم الإنكتيتوتية التقليدية لجزيرة بافين. على الرغم من أن المنطقة كيكيقتالوك هو الاسم الأكثر استخداماً في السياقات الرسمية، تفضل العديد من المنظمات العامة البارزة، بما في ذلك هيئة إحصاءات كندا والسياحة نونافوت مصطلح «منطقة بافين».